# Венера-3
«Венера-3» — автоматическая межпланетная станция, предназначенная для исследования планеты Венера. Стала первым земным аппаратом, достигшим поверхности другой планеты.
Венера-3 летела в паре с запущенной на 4 дня ранее «Венерой-2». Им не удалось передать данные о самой Венере, но были получены научные данные о космическом и околопланетном пространстве в год спокойного Солнца. Большой объём траекторных измерений представил большую ценность для изучения проблем сверхдальней связи и межпланетных перелётов. Были изучены магнитные поля, космические лучи, потоки заряженных частиц малых энергий, потоки солнечной плазмы и их энергетические спектры, космические радиоизлучения и микрометеоры.
Масса аппарата — 960 кг.
Изготовитель — ОКБ-1 под руководством С. П. Королёва.

## Оборудование
- Аккумуляторные батареи;
- две солнечные батареи;
- передатчики и приёмники дециметрового диапазона;
- телеметрические коммутаторы;
- приборы системы ориентации и коррекции движения станции: газовые реактивные микродвигатели, электронно-оптические датчики положения станции в пространстве и гироскопы;
- ЭВМ, управлявшая всеми системами станции.

### Научное оборудование
- трёхкомпонентный феррозондовый магнитометр для измерения межпланетных магнитных полей;
- газоразрядные счётчики и полупроводниковый детектор для исследования космических лучей;
- специальные датчики (ловушки) для измерения потоков заряженных частиц малых энергий и определения величин потоков солнечной плазмы и их энергетических спектров;
- пьезоэлектрические датчики для исследования микрометеоров;
- радиоприёмник для измерения космического радиоизлучения в диапазонах длин волн 150 и 1500 метров и 15 километров[3].

## История

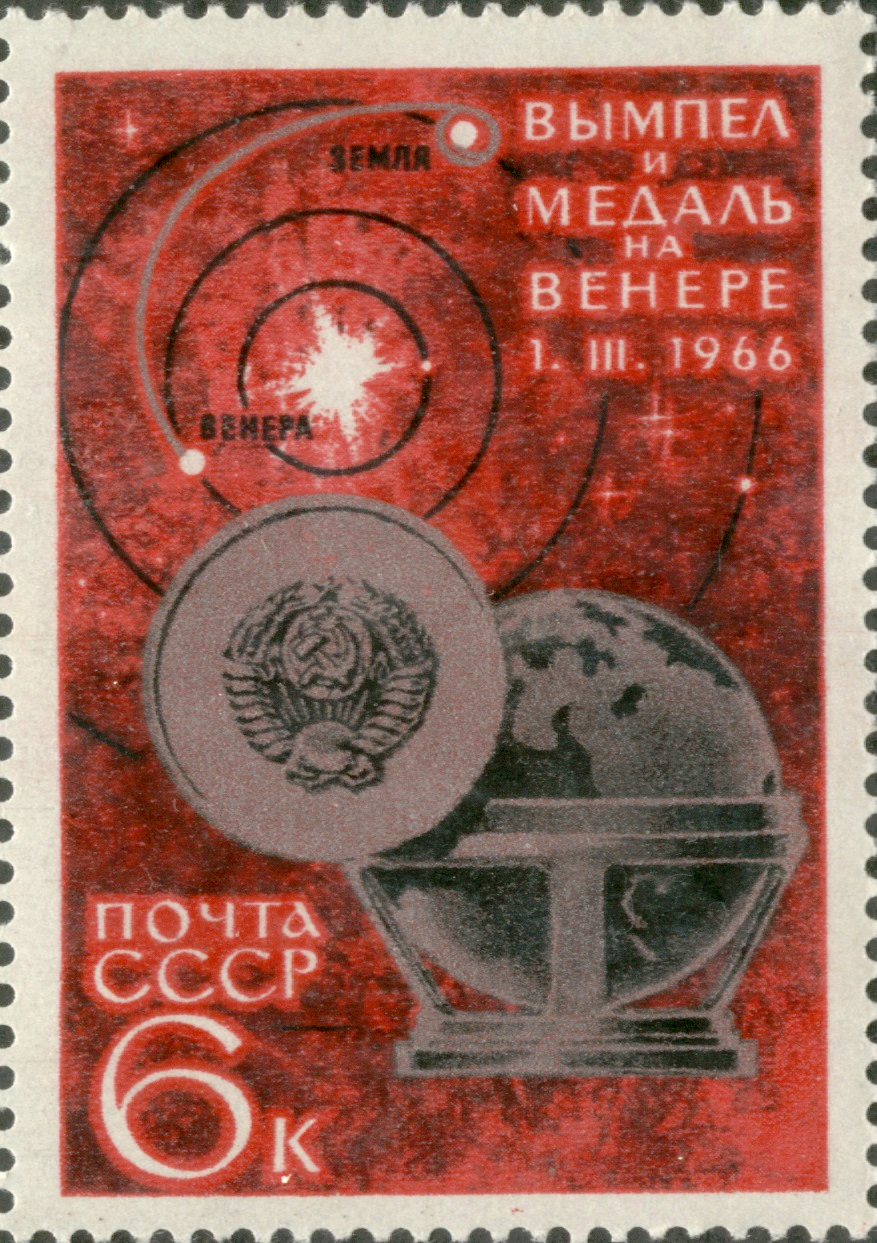
Почтовая марка СССР, посвящённая полёту «Венеры-3»

Станция «Венера-3» была запущена 16 ноября 1965 года в 4 часов 19 минут московского времени с космодрома Байконур. Станция «Венера-3» состояла из орбитального отсека и спускаемого аппарата. Спускаемый аппарат представлял собой сферу диаметром 90 сантиметров. В спускаемом аппарате был помещён металлический глобус Земли диаметром 70 миллиметров, внутри которого находился вымпел с изображением герба Советского Союза. В спускаемом аппарате были также установлены научные приборы. Перед запуском он был тщательно стерилизован, чтобы предотвратить биологическое загрязнение Венеры. Был снабжён парашютом для мягкой посадки.
26 декабря 1965 года была проведена коррекция траектории полёта станции «Венера-3». В это время станция находилась на расстоянии около 13 миллионов километров от Земли. 1 марта 1966 года станция достигла Венеры и врезалась в её поверхность в районе от −20° до +20° по широте и от 60° до 80° восточной долготы (то есть к востоку от кратера Мид). Станция «Венера-3» стала первым космическим аппаратом, который достиг поверхности другой планеты. За время полета со станцией «Венера-3» было проведено 63 сеанса связи (26 с «Венерой-2»). Однако, система управления станции вышла из строя ещё до подлёта к Венере. Никаких данных о Венере станция не передала.
За четверо суток до старта «Венеры-3», 12 ноября 1965 года, была запущена станция «Венера-2», которая имела такую же конструкцию, как и «Венера-3». Станция «Венера-2» пролетела вблизи планеты Венера (на расстоянии 24 000 км) 27 февраля 1966 года, на двое суток раньше, чем станция «Венера-3».